# ماريك هافليك
ماريك هافليك (بالتشيكية: Marek Havlík)‏ (8 يوليو 1995 التشيك - ) هو لاعب كرة قدم تشيكي يلعب كلاعب وسط.

## روابط خارجية
- ماريك هافليك على موقع الاتحاد الأوربي (الإنجليزية)
- ماريك هافليك على موقع الاتحاد التشيكي (الإنجليزية)
- ماريك هافليك على موقع قاعدة بيانات كرة القدم.إي يو (الإنجليزية)
- ماريك هافليك على موقع ناشيونال فوتبول تيمز (الإنجليزية)
- ماريك هافليك على موقع Soccerway.com (الإنجليزية)